# Itasina filifolia
Itasina es un género monotípico de plantas pertenecientes a la familia  Apiaceae: Su única especie: Itasina filifolia (Thunb.) Raf., se encuentra en Sudáfrica.

## Descripción
Es una planta herbácea perennifolia que alcanza un tamaño de  hasta 0,5 m de altura. Se encuentra a una altitud de  20 - 1400 metros en Sudáfrica.

## Taxonomía
Itasina filifolia fue descrita por (Thunb.) Raf. y publicado en Good Book 51, en el año 1840.
Sinonimia
- Seseli filifolium Thunb. basónimo
- Sium filifolium Thunb.
- Thunbergiella filiformis (Welw. ex Baker) Hiern
- Oenanthe filiformis Lam.
- Bupleurum falcatum var. africanum P.J.Bergius
- Conium tenuifolium Vahl[5][3]